# Guy de Rochefort
Pour les articles homonymes, voir Rochefort.
Guy de Rochefort, né en 1447 et mort le 15 janvier 1507,, est premier président au Parlement de Bourgogne puis chancelier de France sous Charles VIII et Louis XII. Il créa le Grand Conseil. Frère puîné du chancelier Guillaume de Rochefort, il remplit divers emplois en Bourgogne sous Charles le Téméraire, puis en France sous Louis XI, Anne de Beaujeu et Charles VIII.

## Repère biographique
Docteur ès droits, il est premier président au parlement de Dijon en 1482 et pendant plusieurs années, puis député à l'assemblée d'Amiens en 1494.
En 1497, il organise le Grand Conseil en corps particulier composé du chancelier, des maîtres des requêtes, et de dix-sept conseillers ordinaires. La même année, le roi Charles VIII le nomme chancelier de France, par lettres données à Moulins du 9 juillet 1497.
En 1499, Louis XII l'envoie à Arras pour recevoir la foi et l'hommage de Philippe de Habsbourg, archiduc d'Autriche pour les comtés d'Artois, de Flandre et de Charolais.

## Famille
Fils cadet de Jacques de Rochefort et d'Agnès de Cléron, dame de Pluvault et de Longeault (1442), (alliée à la famille de saint Bernard de Clairvaux), il est probablement né à Pluvault (Côte-d'Or), fief principal des Rochefort.
Il épouse en 1485 Marie Chambellan (1470-1509), fille de Henri Chambellan gouverneur de la monnaie et d'Alix Berbisey, qui sera préceptrice de Claude de France. Guy et Marie ont été inhumés à l'abbaye de Cîteaux, avec les ducs de Bourgogne, dans un somptueux tombeau de marbre blanc et noir à leur effigie (connu grâce à un dessin de la collection de Gaignières). Marie Chambellan lui donna trois enfants :
- Jean de Rochefort qui, par son mariage (contrat du 21 juillet 1518)[10] avec Anthoinette de Châteauneuf, dame de Gargilesse (Indre) (fille d'Antoine, seigneur de Luçay-le-Mâle [Indre] en Berry), entame par un de ses fils la branche des Rochefort-Lucay dont le plus célèbre descendant est Henri Rochefort le pamphlétaire de la deuxième moitié du XIXe siècle ;
- Louis de Rochefort, mort en 1563[11] ;
- Gabrielle de Rochefort, mariée avec Léonard de Saint Julien le 13 juillet 1517

Cette famille est dite "Rochefort Pluvault" ou "Rochefort du comté de Bourgogne".
Les sources de la généalogie citée ci-dessus ne sont pas fiables, elle n'est donnée qu'à titre indicatif; ne pas la recopier...

### Origines

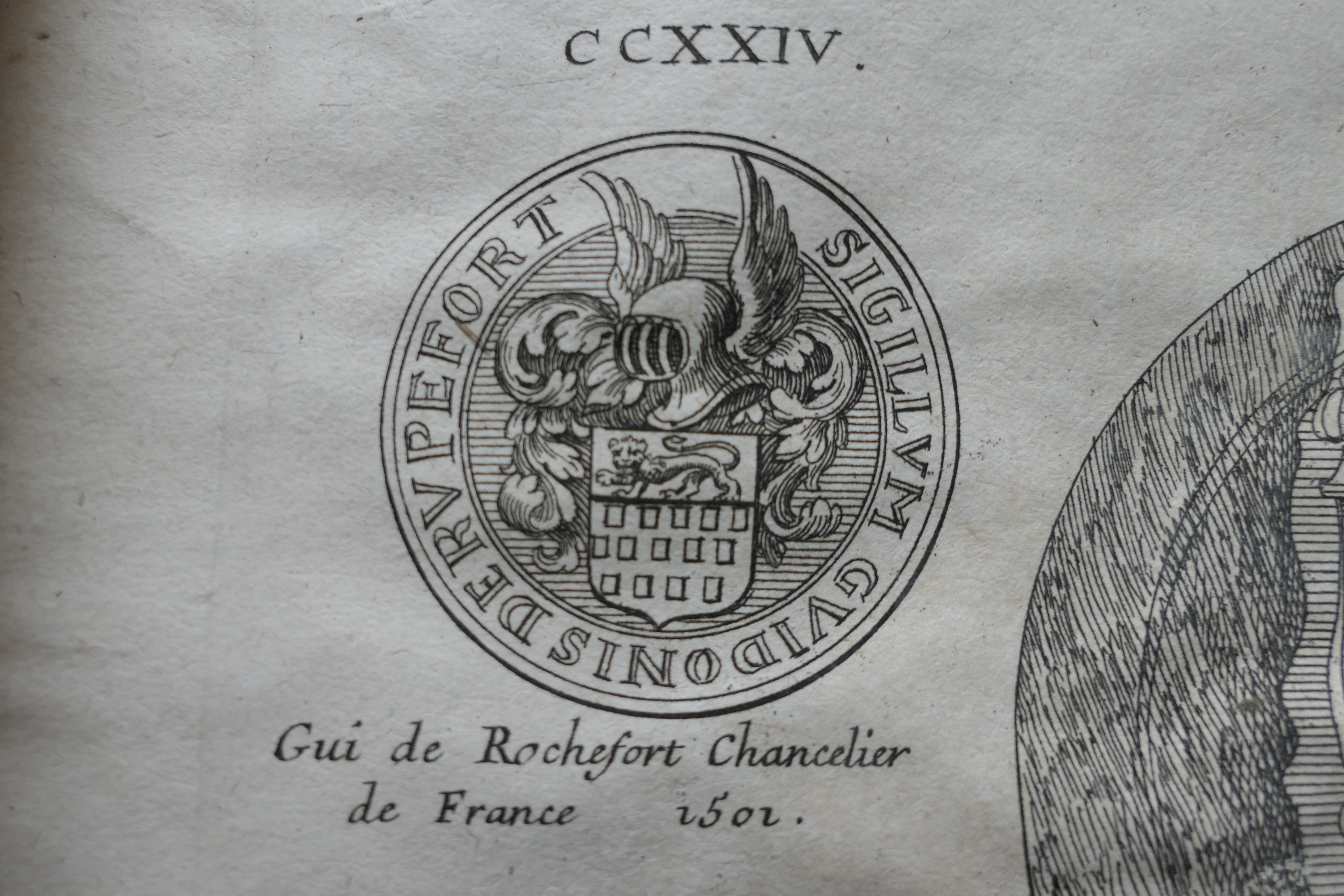
Sceau de Guy de Rochefort.

Les Rochefort sont issus de Rochefort-sur-Nenon (Jura), d'où leur nom. Leurs ancêtres : Perrenat, Pierre et Henriot (ou Henriet) au XIIIe siècle étaient tabellions de la Famille de Chalon seigneurs de Rochefort. Cette famille n'a jamais été seigneur de ce lieu, même si Jacques, le père de Guy, y possédait quelques terres par héritage. L'anoblissement de la famille date de 1357 par Guiot de Rochefort, écuyer, Seigneur de Chateau Rouillaud (Doubs) fils de Henriot (ou Henriet) qui négocia en 1357, avec les Anglais, la liberté de Jean de Chalon et du roi de France Jean II le Bon après la bataille de Poitiers. À son décès, tous les biens et titres de Guiot passent à son frère, Guiot dit Raiselin, seul héritier mâle.

### Fiefs
- Foucherans (Jura), fief probablement hérité de son frère Guillaume[14].
- Pluvault (Côte-d'Or), fief hérité de son frère Guillaume. Il restera dans la famille jusqu'en ... où il passera à ...
- Longeault (Côte-d'Or)[15]
- Labergement-lès-Auxonne (Côte-d'Or), Guy de Rochefort en était seigneur en 1474[16]. (Son père, Jacques de Rochefort (†1458), en fit hommage au duc de Bourgogne, Philippe le Bon, le 17 septembre 1440).
- Flagey-lès-Auxonne (Côte-d'Or),
- Billey (Côte-d'Or) ou Billy près de Dole, acheté par Jacques en 1450[17], racheté par Guy en 1505, puis échangé au roi Henri III contre ce qu'il avait à Pluvault, par Joachim de Rochefort en 1583[15].
- Villers-Rotin (Côte-d'Or),
- Cuiseaux (Saône-et-Loire), 1489-1511. Cédé le 13 mars 1489 par Jean de Châlon, prince d'Orange. Rachat par Philiberte de Luxembourg au nom de son fils Philibert de Châlon à Jean de Rochefort fils de Guy le 25 juin 1511
- Rochefort-sur-Armançon (Asnières-en-Montagne [Côte-d'Or]),
- Fontaine-lès-Dijon (Côte-d'Or), où Guy détenait un péage. Ce fief est le lieu de naissance de Saint Bernard de Clairvaux.
- Frôlois (Côte-d'Or), 1507-1624. J. de Pontailler-Talmai lui vend cette seigneurie en 1507. Trois générations plus tard Anthoine, à sa mort en 1624, lègue ce lieu à sa nièce (elle est la fille de son frère Anne) Edmée-Françoise de Rochefort, qui porte cette terre à son époux Nicolas de Brichanteau marquis de Nangis (Seine-et-Marne).
- Vassy-sous-Pisy (Yonne), 1506-1607. Acheté à Ythier Daultry, chevalier, capitaine et gouverneur du château de Montlhéry (Essonne), seigneur de La Brosse-Saint-Mesmin (Santeau [Loiret]). Ce fief restera dans la famille jusqu'à sa vente, en 1607, par Anthoine de Rochefort à François Estiennot.
- (à suivre)

### Sources
- Marie-Nicolas Bouillet  et Alexis Chassang (dir.), « Guy de Rochefort » dans Dictionnaire universel d’histoire et de géographie, 1878 (lire sur Wikisource)
- Archives reconstituées du château de Vassy-sous-Pisy.
- Corberon (marquis de),les Sires de Châtillon-en-Bazois, 1911. Rééd. par Res Universis, 1991. Pour les origines de la famille, et la confusion avec les de Rochefort du duché de Bourgogne, issus de Louis VI le Gros (confirmé par les archives citées ci-dessus).
- Comité des travaux historiques de 1897 - Jules Gauthier - Besançon PER 6257.